# رونالد إم. شابيرو
رونالد إم. شابيرو (بالإنجليزية: Ronald M. Shapiro)‏ هو محامي أمريكي، ولد في 29 مارس 1943 في فيلادلفيا في الولايات المتحدة.